# Vườn ươm doanh nghiệp
Vườn ươm doanh nghiệp là một công ty, một tổ chức trợ giúp, những người muốn lập một doanh nghiệp, các doanh nghiệp mới khởi nghiệp phát triển bằng cách cung cấp những dịch vụ, chẳng hạn như huấn luyện quản trị, văn phòng làm việc... Tổ chức này có mục đích tạo một môi trường "nuôi dưỡng" các doanh nghiệp khởi sự trong một thời gian nhất định để các đối tượng này có thể vượt qua những khó khăn ban đầu, khẳng định sự tồn tại và phát triển như những doanh nghiệp độc lập.
Trong các nước Liên minh châu Âu có những chương trình do EU và nhà nước tài trợ khác nhau cung cấp hỗ trợ bằng hình thức tư vấn, cố vấn, tạo doanh nghiệp mẫu và các dịch vụ khác và đồng tài trợ cho họ.
Chỉ tính riêng năm 2005, các chương trình vườn ươm Bắc Mỹ đã hỗ trợ hơn 27.000 công ty cung cấp việc làm cho hơn 100.000 người lao động và thu được hàng năm $ 17 tỷ lợi nhuận.

## Vườn ươm doanh nghiệp & công viên công nghệ
Các vườn ươm doanh nghiệp (Business incubator) khác với các công viên công nghệ (Research and technology park) ở chỗ nó chuyên trợ giúp các công ty mới thành lập hoặc mới hoạt động trong giai đoạn đầu. Các công viên công nghệ ngược lại có khuynh hướng tiến hành các dự án có quy mô lớn, bao gồm mọi thứ từ doanh nghiệp, các phòng thí nghiệm của trường đại học, hoặc của chính quyền, cho đến các công ty thiệt nhỏ. Tuy nhiên, phần lớn các công viên công nghệ lại không có dịch vụ trợ giúp kinh doanh.

## Quá trình hỗ trợ vườn ươm
Các Dịch vụ (của Vườn ươm) giúp đỡ doanh nghiệp:
1.	Mạng máy tính
2.	Trợ giúp tiếp thị
3.	Internet tốc độ cao
4.	Trợ giúp quản trị tài chính/kế toán
5.	Hướng dẫn tiếp cận vốn vay từ ngân hàng, từ các quỹ cho vay, các chương trình bảo lãnh vay
6.	Trợ giúp kỹ năng trình bày
7.	Kết nối với nguồn giáo dục cao hơn
8.	Kết nối với các đối tác chiến lược
9.	Tiếp cận với các nhà đầu tư thiên thần (angel investors), quỹ đầu tư mạo hiểm
10.	Huấn luyện kinh doanh nâng cao
11.	Ban tư vấn
12.	Xác định nhóm quản trị điều hành
13.	Huấn luyện tác phong kinh doanh
14.	Trợ giúp thương mại hóa công nghệ
15.	Trợ giúp pháp lý
16.	Quản trị sở hữu trí tuệ.